# Bulbophyllum subsecundum
Bulbophyllum subsecundum là một loài phong lan thuộc chi Bulbophyllum.